# Pierre Niney
Pierre Niney (Boulogne-Billancourt, 13 marzo 1989) è un attore francese, membro della Comédie-Française dal 16 ottobre 2010.

## Biografia
Figlio di François Niney, filosofo, critico di cinema e regista di documentari, debutta a teatro a soli undici anni, quindi studia presso il Conservatoire national supérieur d'art dramatique di Parigi. A soli vent'anni entra a far parte della compagnia teatrale della Comédie-Française diventando il più giovane membro del gruppo. A teatro muove i primi passi e sotto la regia di Julie Brochen recita presso la Cartoucherie de Vincennes e al Théâtre Meyerhold a Mosca.
Dopo aver preso parte a vari telefilm e cortometraggi, ricopre vari ruoli al cinema, recitando nel lungometraggio LOL - Il tempo dell'amore di Lisa Azuelos e nel film L'Armée du crime, selezionato per il Festival di Cannes 2009. Fa parte anche del cast del film Emotivi anonimi (2010) con Benoît Poelvoorde e Isabelle Carré, e nel 2013 è protagonista del fortunato 20 anni di meno di David Moreau con Virginie Efira. Per la sua somiglianza con il celebre stilista, venne scelto poco dopo per interpretare Yves Saint Laurent nell'omonimo film di Jalil Lespert con Guillaume Gallienne e Charlotte Le Bon. Grazie a questa interpretazione vince nel 2015 il Premio César come miglior attore protagonista.

## Vita privata
Dal 2008 ha una relazione con l'attrice e fotografa australiana Natasha Andrews, con la quale ha due figlie, Lola e Billie, nate rispettivamente  l'11 dicembre 2017 e luglio 2019.

## Filmografia

### Cinema
- Nos 18 ans, regia di Frédéric Berthe (2008)
- LOL - Il tempo dell'amore (LOL (Laughing Out Loud)), regia di Lisa Azuelos (2009)
- L'Armée du crime, regia di Robert Guédiguian (2009)
- Réfractaire, regia di Nicolas Steil (2009)
- Emotivi anonimi (Les Émotifs anonymes), regia di Jean-Pierre Améris (2010)
- L'Autre monde, regia di Gilles Marchand (2010)
- La Fonte des glaces, regia di Stéphane Raymond e Julien Lacheray - cortometraggio (2010)
- J'aime regarder les filles, regia di Frédéric Louf (2011)
- Le nevi del Kilimangiaro (Les Neiges du Kilimandjaro), regia di Robert Guédiguian (2011)
- Comme des frères, regia di Hugo Gélin (2012)
- 20 anni di meno (20 ans d'écart), regia di David Moreau (2013)
- Yves Saint Laurent, regia di Jalil Lespert (2014)
- Un homme idéal, regia di Yann Gozlan (2015)
- Five, regia di Igor Gotesman (2016)
- Frantz, regia di François Ozon (2016)
- L'Odissea (L'Oyssée), regia di Jérôme Salle (2016)
- Altamira (Finding Altamira), regia di Hugh Hudson (2016)
- La promessa dell'alba (La Promesse de l'aube), regia di Éric Barbier (2017)
- Amanti (Amants), regia di Nicole Garcia (2020)
- Agente speciale 117 al servizio della Repubblica - Allarme rosso in Africa nera (OSS 117: Alerte rouge en Afrique noire), regia di Nicolas Bedos (2021)
- Black Box - La scatola nera (Boîte noire), regia di Yann Gozlan (2021)
- Masquerade - Ladri d'amore (Mascarade), regia di Nicolas Bedos (2022)
- Il libro delle soluzioni (Le Livre des solutions), regia di Michel Gondry (2023)
- Il conte di Montecristo (Le Comte de Monte-Cristo), regia di Alexandre de La Patellière e Matthieu Delaporte (2024)

### Televisione
- La dame d'Izieu - miniserie TV, (2007)
- Folie douce - film TV, (2009)
- Marion Mazzano - serie TV, (2010)
- Les diamants de la victoire (2010) - film TV
- Le débarquement, nell'episodio 1x1 - serie TV, (2013)
- Casting(s) - serie TV, (2013)
- Fiasco - miniserie TV, (2024)

## Premi e riconoscimenti
- Premio César

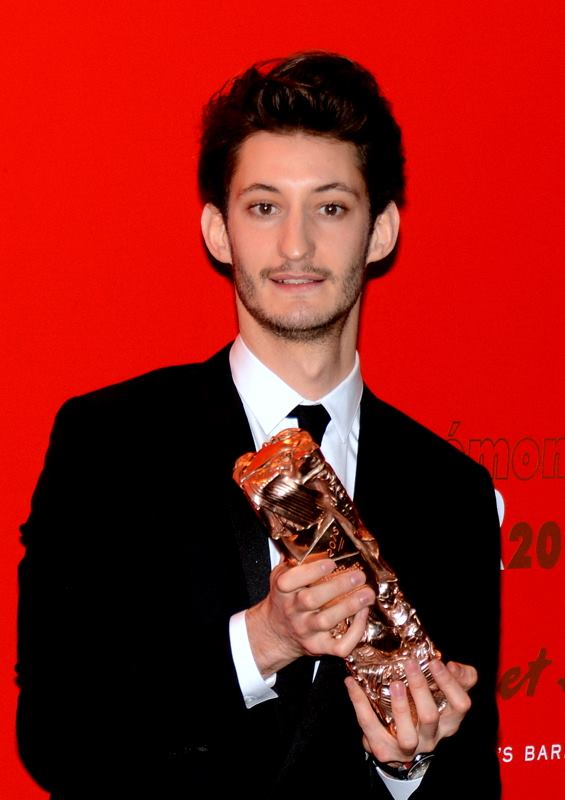
Pierre Niney ai Premi César 2015

  - 2012 – Candidatura alla miglior promessa maschile per J'aime regarder les filles
  - 2013 – Candidatura al miglior promessa maschile per Comme des frères
  - 2015 – Miglior attore per Yves Saint Laurent
- Premio Lumière
  - 2013 – Candidatura alla miglior promessa maschile per Comme des frères
- Cabourg Romantic Film Festival
  - 2014 – Miglior attore per 20 anni di meno
- Premio Patrick Dewaere
  - 2014 – N.D per Yves Saint Laurent

## Doppiatori italiani
Nelle versioni in italiano nelle opere in cui ha recitato, Pierre Niney è stato doppiato da:
- Davide Perino in 20 anni di meno, Yves Saint Laurent, Agente speciale 117 al servizio della Repubblica - Allarme rosso in Africa nera, Black Box - La scatola nera, Masquerade-Ladri d'Amore, Il Libro delle Soluzioni, Fiasco, Il Conte di Montecristo
- Lorenzo De Angelis in La promessa dell'alba, Amanti
- Angelo Evangelista in Frantz
- Flavio Aquilone in Emotivi anonimi
- Sacha De Toni in LOL - Il tempo dell'amore